# Zhelezhnodorozhnogo razvezda Chekon
Fadéyevo (del ruso: Фадеево) es un jútor del raión de Krymsk del krai de Krasnodar, en Rusia. Está situado cerca de la orilla derecha del curso bajo del río Chekon, en el delta del Kubán, 32 km al oeste de Krymsk y 107 km al oeste de Krasnodar. Tenía 8 habitantes en 2010
Pertenece al municipio Varenikovskoye.

## Transporte
En la localidad se halla una estación, que da nombre a la población, en la línea ferroviaria Krymsk-Port Kavkaz.